# Takahagi
Takahagi (jap. 高萩市 Takahagi-shi) – miasto w Japonii, w prefekturze Ibaraki, we wschodniej części wyspy Honsiu. Ma powierzchnię 193,58 km². W 2020 r. mieszkały w nim 27 722 osoby, w 11 613 gospodarstwach domowych  (w 2010 r. 31 014 osób, w 11 656 gospodarstwach domowych).

## Historia
Wraz z utworzeniem nowego systemu administracyjnego 1 kwietnia 1889 roku w powiecie Taga powstała miejscowość Matsubara (jap. 松原町). 1 października 1937 roku miejscowość zmieniła nazwę na Takahagi. 23 listopada 1954 roku miejscowość powiększyła się o teren miejscowości Matsuoka, wioski Takaoka, części wiosek Kurosaki i Kushigata (z powiatu Taga) i zdobyła status miasta.

## Geografia
Miasto sąsiaduje z miejscowościami:
- Prefektura Ibaraki
  - Kitaibaraki
  - Hitachi
  - Hitachiōta
- Prefektura Fukushima
  - Hanawa

## Populacja
Zmiany w populacji terenu miasta w latach 1950–2020: